# Joan Rivers
Joan Alexandra Rosenberg (trước đây là Molinsky; 8 tháng 6, 1933 – 4 tháng 9, 2014), được biết đến rộng rãi với nghệ danh Joan Rivers. Bà là một nữ diễn viên, danh hài, nhà văn, nhà sản xuất và người dẫn chương trình truyền hình, bà nổi tiếng nhờ khả năng pha trò và việc đồng chủ trì cho loạt chương trình thời trang cho người nổi tiếng của đài E! Fashion Police, và vai diễn trong loạt chương trình truyền hình thực tế Joan & Melissa: Joan Knows Best? cùng với cô con gái ruột Melissa Rivers của mình.
Bà đạt được danh tiếng nhờ vào lần xuất hiện trong chương trình The Tonight Show vào năm 1965, do Johnny Carson chủ trì. Sau đó, bà đã dẫn một chương trình thành công mang tên The Joan Rivers Show, giúp bà giành chiến thắng tại giải thưởng Emmy dành cho Người chủ trì chương trình đàm thoại nổi bật. Phong cách hài hước châm biếm của bà cũng đã nhiều lần bị chỉ trích do quá tập trung vào đời tư của những người nổi tiếng và những nhân vật trong công chúng.
Vào ngày 4 tháng 9 năm 2014, Rivers đã qua đời sau hàng loạt những biến chứng nghiêm trọng – có bao gồm cả việc ngừng tim trong một ca phẫu thuật cổ họng tại một phòng khám ở Yorkville tại Manhattan.